# Obléhání Rhodu (1522)
Obléhání Rhodu v roce 1522 byl druhý a nakonec úspěšný pokus vojsk Osmanské říše pod vedením sultána Sulejmana o vypuzení rytířů svatého Jana z jejich sídelní pevnosti na ostrově Rhodu, čímž Turci završili svou vládu nad východním Středomořím. Jejich předchozí pokus v roce 1480 byl neúspěšný.

## Předchozí události
Řád hospitalitů svatého Jana (Řád johanitů, později maltézští rytíři) se usídlil na Rhodu počátkem 14. století po ztrátě poslední křižácké pevnosti ve Svaté zemi v Akkonu v roce 1291. Stalo se tak po úspěšném obléhání ostrova v letech 1306–1309. Odtud pak začaly jeho lodi napadat turecká plavidla ve východním Středomoří neboli v Levantě, čímž rhodští rytíři, jak se jim v té době také říkalo, získali kontrolu nad obchodem v celé oblasti.
První osmanský pokus o získání ostrova v roce 1480 byl bojovníky řádu úspěšně odražen. Přítomnost johanitů tak blízko jižního pobřeží Anatolie však nedávala Turkům spát, neboť znamenala hlavní překážku jejich rozpínavosti.
Po prvním tureckém obléhání Rhodu se z pevnosti Řádu johanitů stala díky řadě vylepšení bastionová pevnost, což značně zvýšilo její odolnost vůči dělostřelecké palbě. Hlavní zdi na pevninské straně byly zesíleny, obranný příkop byl rozšířen, starý val byl přeměněn na masivní představené kleště. Kolem většiny věží a kaponiér byly vybudovány bastiony zlepšující ostřelování hradebního příkopu. Došlo též ke snížení počtu bran a změn doznalo i cimbuří, když byly rovné úseky nahrazeny zkosenými, vhodnějšími pro dělostřelecký boj. Kromě zedníků a pomocných dělníků se na stavbě podílelo množství otroků, přičemž nejtěžší práce museli vykonávat muslimští otroci.
V roce 1521 byl za velmistra řádu zvolen Philippe Villiers de L'Isle-Adam. V očekávání nového osmanského útoku na Rhodos pokračoval dál v zesilování městského opevnění, které započalo po tureckém útoku v roce 1480 a zemětřesení v roce 1481. Na obranu ostrova povolal řádové rytíře z celého křesťanského světa. Zbytek Evropy jeho žádost ignoroval. Výjimkou bylo několik benátských oddílů z Kréty.
Město chránily dva, místy tři kruhy kamenných zdí a několik mohutných bastionů. Obrana jednotlivých úseků byla rozdělena mezi rytíře z jednotlivých johanitských oblastí neboli „jazyků“, do nichž byli rytíři organizováni od roku 1301. Městský přístav chránila řetězová bariéra, za níž kotvila řádová flotila.

## Invaze

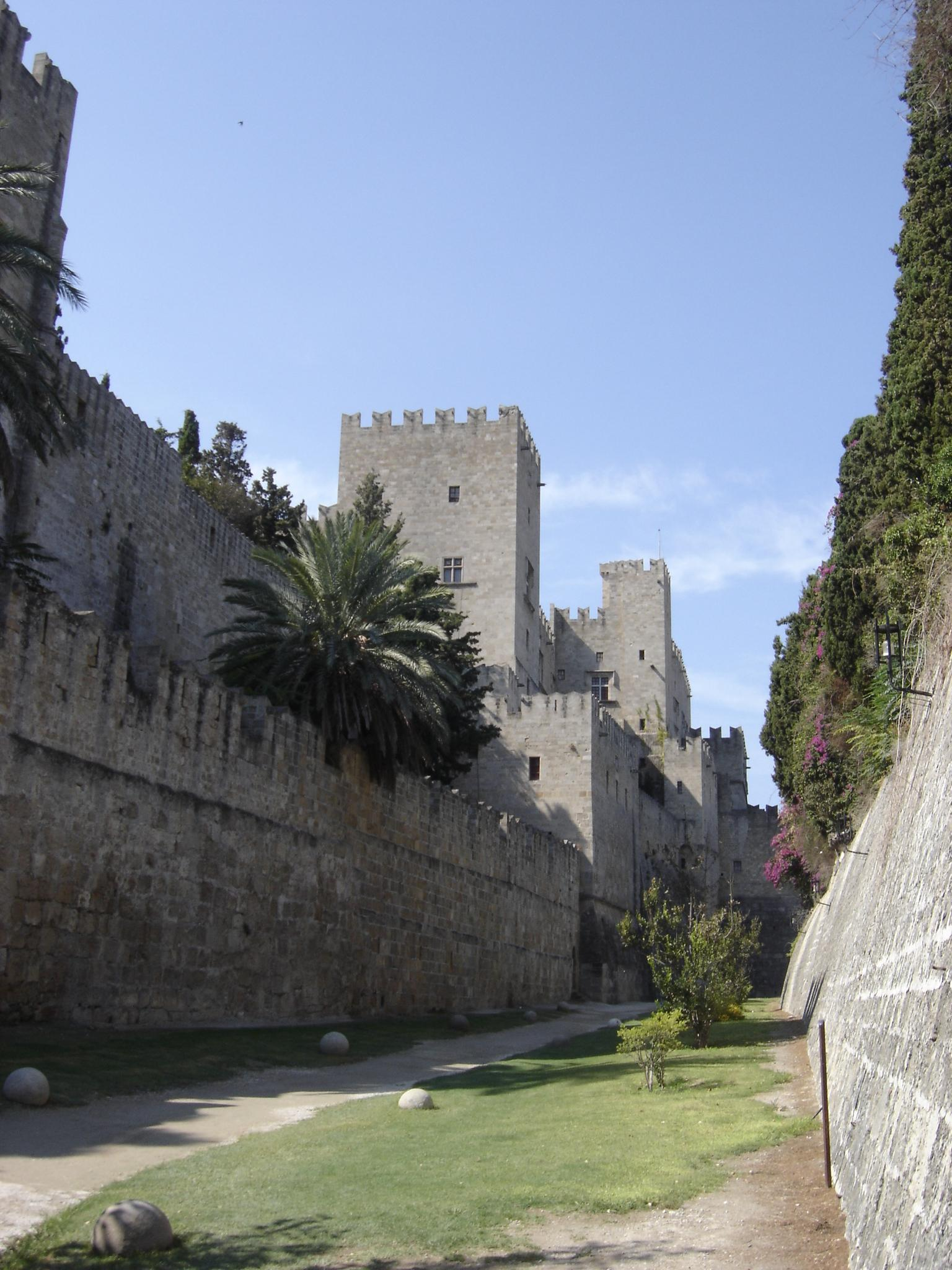
Opevnění Paláce velmistrů

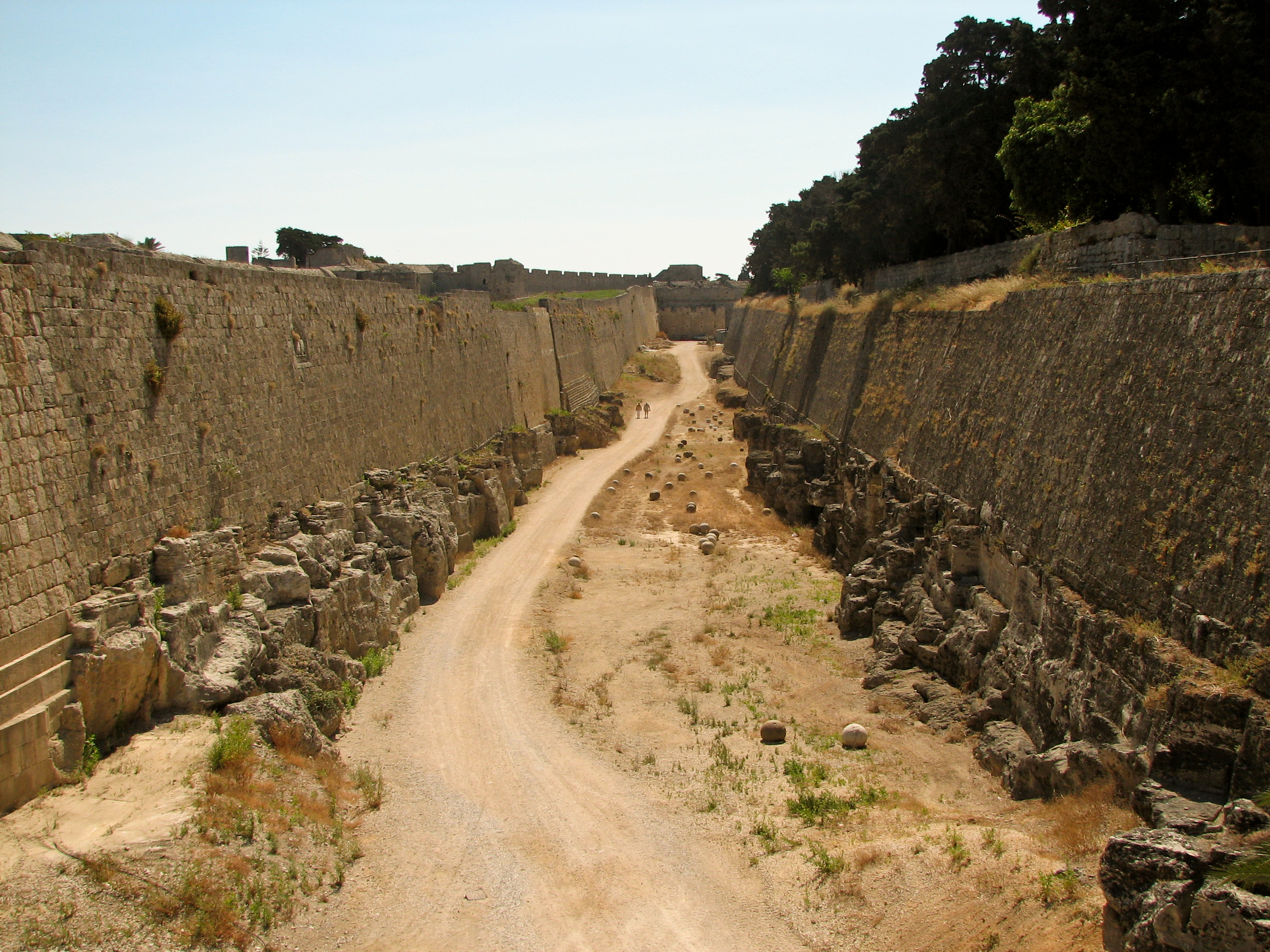
Anglický úsek, kde se odehrávaly nejtěžší boje

Dne 26. června 1522 připlula k Rhodu osmanská flotila čítající 400 lodí, jíž velel guvernér Egypta Çoban Mustafa paša. Sultán Sulejman I. dorazil 28. července v čele armády o 10 000 mužích, aby se osobně ujal velení.
Turci zablokovali rhodský přístav a těžkou dělostřelbou ostřelovali město z děl rozmístěných nad městem. K tomu prováděla jejich pěchota téměř denně útoky na město. Osmanští sapéři se také snažili podkopat se pod hradby a vyhodit je do povětří. Dělostřelba nepůsobila masivnímu opevnění příliš vážné škody, ale 4. září, po pěti týdnech obléhání, vybuchly pod tzv. anglickým bastionem dvě velké prachové nálože, které způsobily zřícení 11metrového úseku hradební zdi. Kamení ze zřícené zdi zaplnilo obranný příkop. Turci okamžitě na takto vzniklou mezeru zaútočili a brzy ji ovládli. Byli však smeteni a zahnáni prudkým protiútokem vedeným samotným velmistrem Villiersem de L'Isle-Adamnem a Fra' Nicholasem Husseym. Ještě dvakrát se téhož dne pokusili Turci o průlom, ale byli pokaždé odraženi spojenými silami anglických a německých bratří.
Dne 24. září nařídil Mustafa paša nový masivní útok zaměřený zejména proti španělskému, anglickému, provensálskému a italskému bastionu. Po dni zuřivých bojů, během nichž změnil španělský bastion dvakrát majitele, sultán Sulejman útok odvolal a jeho neúspěšného velitele, svého švagra Mustafa pašu, odsoudil k smrti. Na přímluvu ostatních vysokých důstojníků mu však udělil milost. Mustafův nástupce Hain Ahmed paša byl zkušený obléhatel. Turci se pod jeho velením zaměřili na snahu podminovat opevnění a vyhodit je do vzduchu, přičemž nepřestávali ostřelovat město ze svých děl.
Pravidelnost rozložení míst, kde vybuchly nálože pod obrannými zdmi (které převážně spočívají na skále), vedla k domněnkám, že Turečtí sapéři zřejmě využili propustky pod helénským městem, které leží pod středověkým městem Rhodos.
Také další velký útok na konci listopadu byl odražen. Obě strany byly nyní notně vyčerpány. Rytíři proto, že se rapidně snižovala jejich schopnost se bránit a nebyla naděje, že by jakékoli posily dorazily včas, a Turci proto, že jejich vojska, sužovaná bojovými neúspěchy a chorobami, jež se šířily v jejich táborech, byla značně demoralizována. Sultán Sulejman nabídl obyvatelům města mír a ušetření jejich životů a zásob, pokud se vzdají. Budou-li však Turci nuceni město dobýt silou, čeká je naopak otroctví. Pod tlakem obyvatel města přistoupil Villiers de L'Isle-Adam na vyjednávání. Na 11.–13. prosince bylo dohodnuto příměří, aby byl zajištěn klid pro jednání. Když však místní obyvatelé vyžadovali další záruky své bezpečnosti, sultán se rozhněval a nařídil pokračování ostřelování a útoků. Španělský bastion byl dobyt 17. prosince. Jelikož většina městských zdí byla pobořena, bylo jen otázkou času, kdy se bude muset město vzdát. Po dlouhém naléhání zástupců obyvatel města tedy velmistr řádu požádal 20. prosince o další příměří.

## Konec
Dne 22. prosince přijali zástupci řeckých a latinských obyvatel města Sulejmanovy velkorysé podmínky. Rhodští rytíři dostali dvacet dní na opuštění ostrova, přičemž si s sebou mohli vzít svoje zbraně a jakékoli cennosti a náboženské předměty, na nichž jim záleželo. Obyvatelé ostrova, kteří si přáli Rhodos opustit, tak mohli učinit kdykoli během tříletého období. Ti, kdo se rozhodli zůstat na ostrově, měli být na pět let osvobozeni od osmanských daní. Žádný kostel neměl být znesvěcen či přeměněn na mešitu.
Ráno 1. ledna 1523 vypochodovali zbývající rytíři a vojáci v bojové zbroji, za zvuku bubnů a s vlajícími korouhvemi z města. Spolu s několika tisíci civilisty se nalodili na 50 lodí a odpluli na Krétu, která byla v té době ve správě Benátské republiky.

## Dozvuky
Obléhání Rhodu skončilo osmanským vítězstvím. Dobytí ostrova otevřelo Turkům cestu k ovládnutí celého východního Středomoří a usnadnilo jim námořní dopravu mezi Cařihradem a Káhirou a levantskými přístavy. Později, v roce 1669, ovládli osmanští Turci z této základny benátskou Krétu.
Rhodští rytíři se zprvu přesunuli na Sicílii, ale v roce 1530 získali od císaře Karla V. do svěřenství ostrovy Malta a Gozo a severoafrický přístav Tripolis.